# 韋代亞鄉 (特列奧爾曼縣)
44°05′N 25°04′E / 44.083°N 25.067°E
韋代亞鄉（羅馬尼亞語：Comuna Vedea, Teleorman），是羅馬尼亞的鄉份，位於該國南部，由特列奧爾曼縣負責管轄，處於布加勒斯特以西90公里，每年平均降雨量985毫米，海拔高度74米，2007年人口3,013。